# Замок Редонду
Замок Редонду (порт. Castelo de Redondo) — средневековый замок в деревне Редонду округа Эвора Португалии. Один из редких замков круглой планировки.

## История
История и эволюция этого оборонительного сооружения требуют дальнейших исследований. Известно, что в средние века в деревне проводились ярмарки.
Остатки его стен и донжон были объявлены национальным памятником Указом от 2 января 1946 года.
Замок был популяризирован в 1990-х годах, когда его стилизованное изображение стали размещать на этикетках портвейна Ravessa, производимого в деревне. 

## Галерея

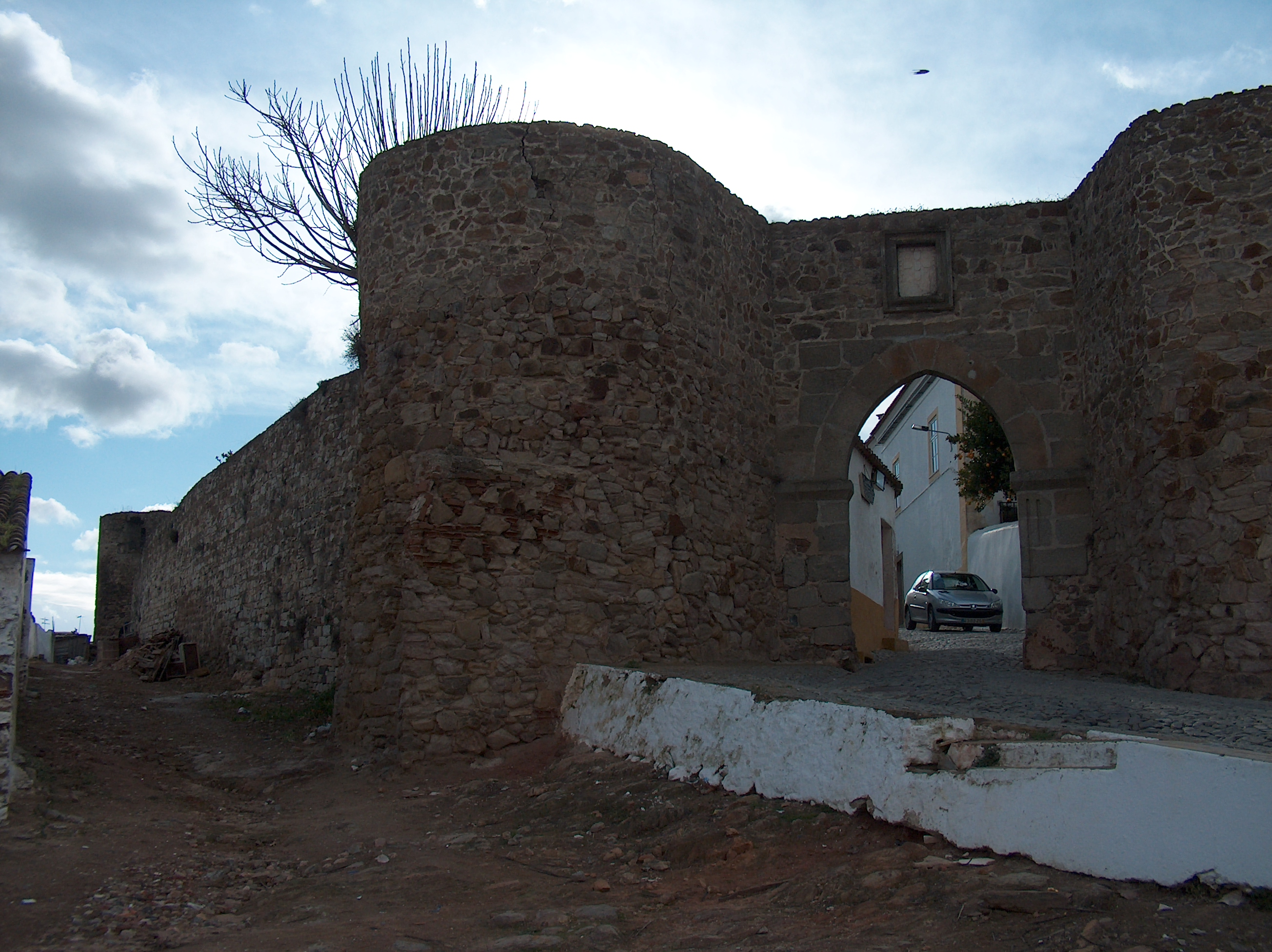
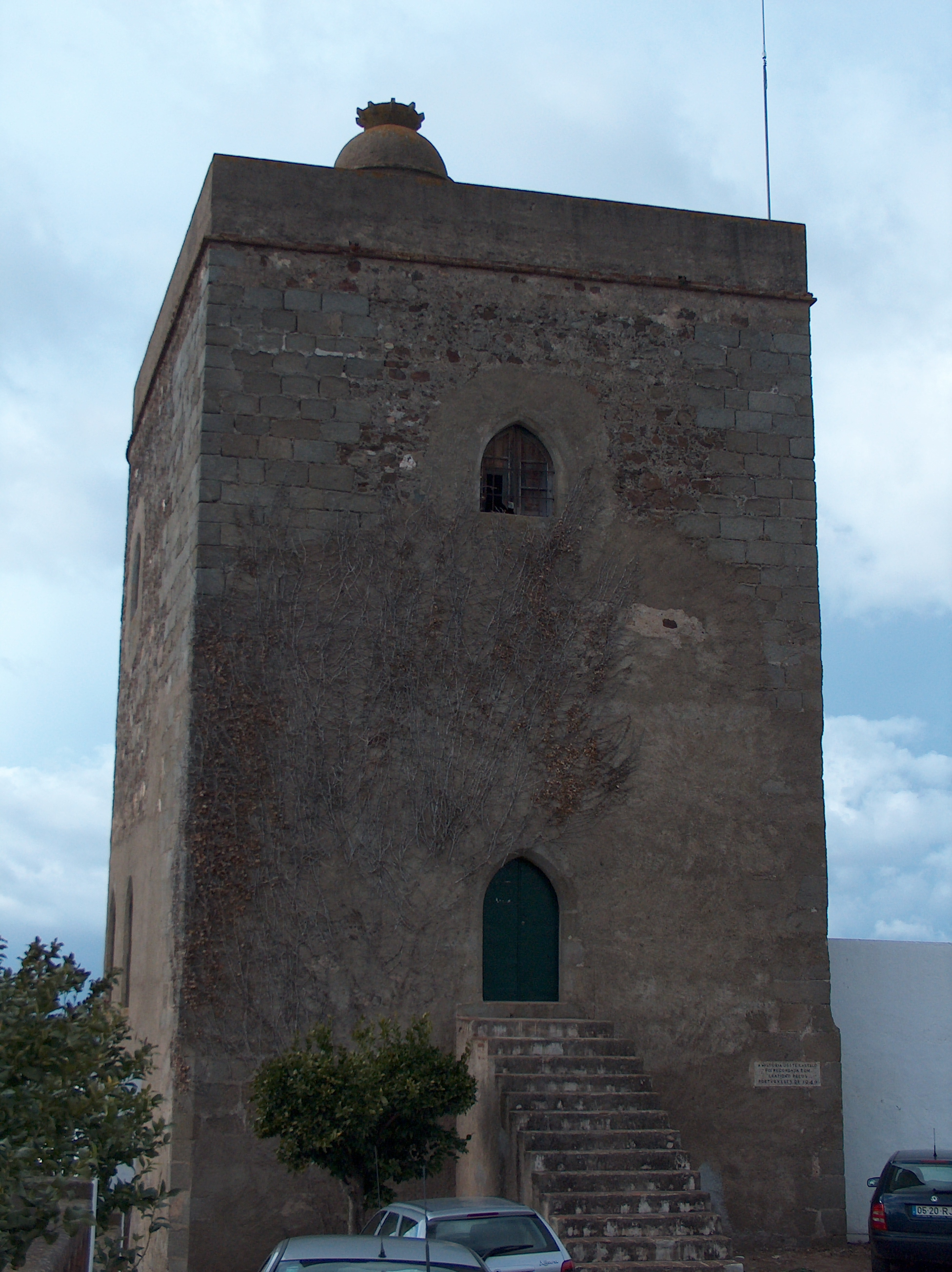
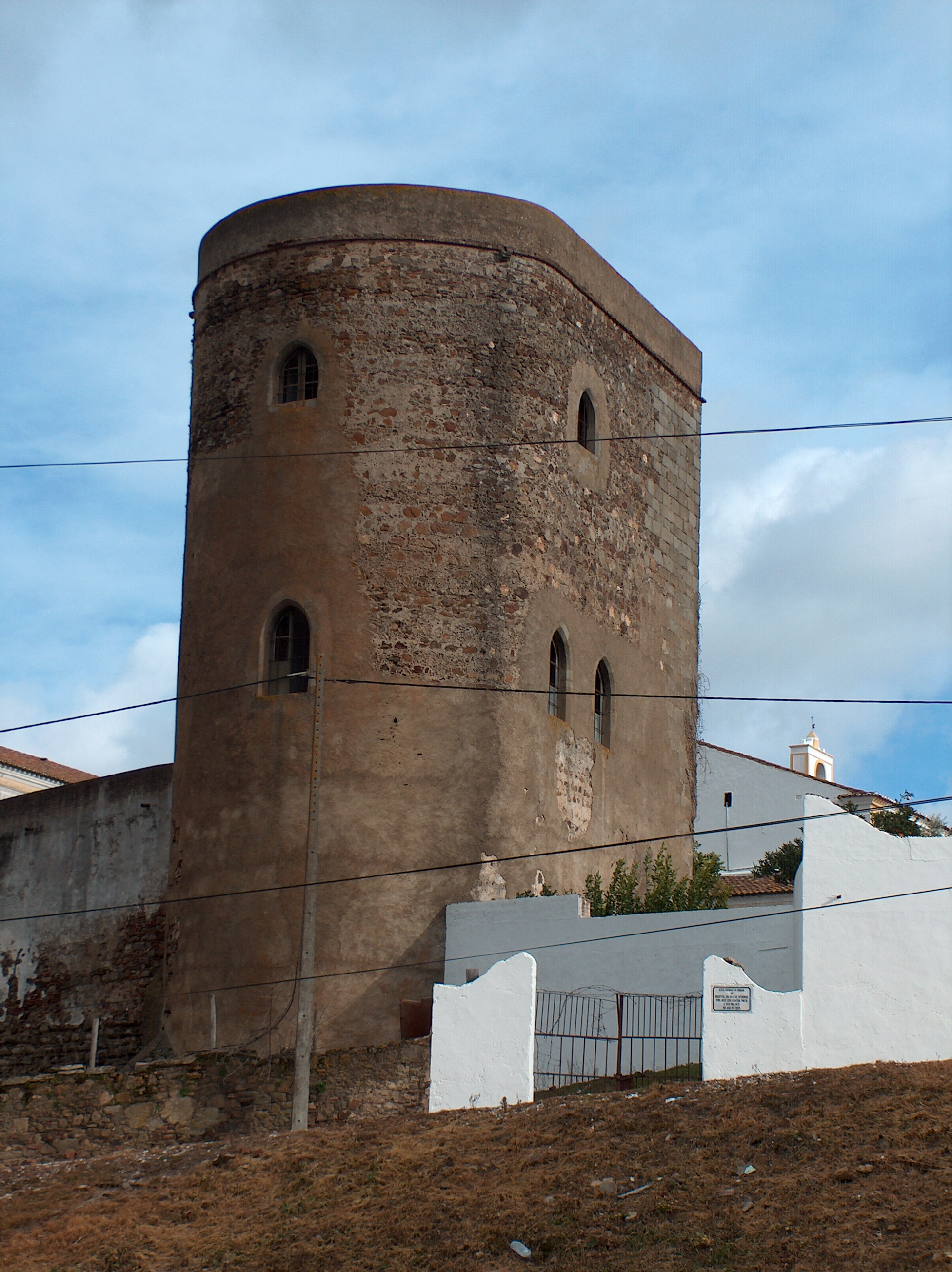